# Щербачов Володимир Володимирович
Володимир Володимирович Щербачов (24 січня 1889, 25 січня 1889 або 26 січня 1889, Варшава — 5 березня 1952, Ленінград) — радянський композитор і музичний педагог. 

## Біографія
Володимир Володимирович Щербачов народився 24 січня в Варшаві (нині Польща). У 1906 - 1910 роках навчався на юридичному та історико- філологічному факультетах Петербурзького університету, потім в Петербурзькій консерваторії до 1914 року по класу композиції у М. О. Штейнберга. Одночасно Щербачов працював піаністом-концертмейстером у Дягілєвській антрепризі. У той же час брав уроки у І. А. Бровки (фортепіано), В. П. Калафаті (Гармонія), Н. Н. Черепніна (читання партитури). 

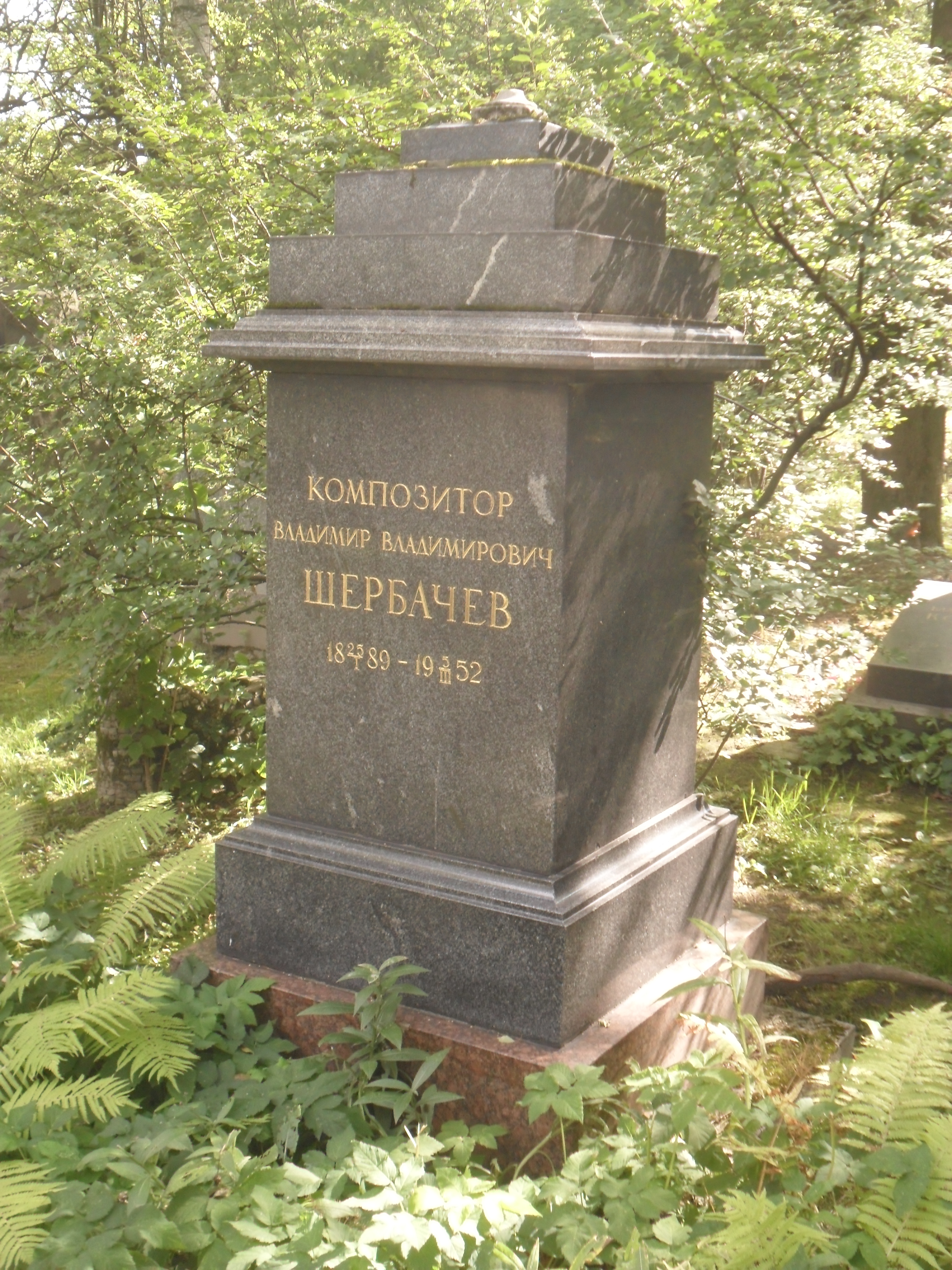
Могила Щербачова на Літераторських містках в Санкт-Петербурзі.

У 1914—1917 роках мобілізований, служив в тилових частинах, в 1918—1920 роках був завідувачем музичною частиною Пересувного театру, в 1918—1923 роках — завідувачем музичним відділом Наркомпросу. У 1921—1925 роках Щербачов був науковим співробітником РІІІ . У 1923—1931 і 1944—1948 роках був викладачем композиції та професором ЛГК імені Н. А. Римського-Корсакова. 
У 1931—1932 роках був професором Тбіліської консерваторії. Серед учнів Щербачова — В. В. Волошинов, Ю. В. Кочуров, Е. А. Мравінський , Б. А. Арапов, В. М. Богданов-Березовський, Р. К. Габічвадзе, В. Р. Гокієлі, В. В. Желобінскій, А. С. животів, А. Д. Каменський, Г. В. Кіладзе, Г. Н. Попов, В. В. Пушков, І. І. Туск , М. І. Чулакі. 
Щербачов був головою СК РРФСР (1935 - 1937, 1944—1946). Помер 5 березня 1952 року в Ленінграді. Похований на Літераторських містках Волковського цвинтаря. 

## Творчість
Творчість Щербачова дуже різноманітна за жанрами. Серед його творів — опера «Анна Колосова», музична комедія «Тютюновий капітан», твори для оркестру, для фортепіано, музика для спектаклів і фільмів. Планував написати оперу про Івана Грозного, але цей задум залишився нездійсненим. Провідною темою його творчості була тема сучасности, яка відображена в його симфоніях. 
Його 5 симфоній були популярними. Також популярністю користувалася сюїта «Гроза» з музики, написаної до однойменного фільму. Він же автор музики до фільму «Петро Перший» (1937) . 

## Твори
- Опера «Анна Колосова»
- Музична комедія «Тютюновий капітан» (1942 [Архівовано 29 січня 2020 у Wayback Machine.])

Симфонії:
- 1-ша, одночастинна (1913)
- 2-га, з солістами і хором (1926)
- 3-тя, Симфонія-сюїта (1935)
- 4-та, «Ижорская», з солістами і хором
- 5-та, «Російська» (1948)

Твори для оркестру:
- Симфонічні картини Вега (1910)
- Казка (1912)
- Хода (1912)
- 2 сюїти

Твори для фортепіано:
- 2 сонати (1911, 1914)
- Сюїти:
- «Несподівана радість» (1913)
- «Вигадки» (1921)
- «Інвенція» (1926)

та ін. 

## Нагороди
- орден Трудового Червоного Прапора (1943)
- медаль